# Kachina Village
Kachina Village es un lugar designado por el censo ubicado en el condado de Coconino en el estado estadounidense de Arizona. En el Censo de 2010 tenía una población de 2622 habitantes y una densidad poblacional de 827,09 personas por km².

## Geografía
Kachina Village se encuentra ubicado en las coordenadas 35°5′35″N 111°41′37″O / 35.09306, -111.69361. Según la Oficina del Censo de los Estados Unidos, Kachina Village tiene una superficie total de 3.17 km², de la cual 3.17 km² corresponden a tierra firme y (0.08%) 0 km² es agua.

## Demografía
Según el censo de 2010, había 2.622 personas residiendo en Kachina Village. La densidad de población era de 827,09 hab./km². De los 2.622 habitantes, Kachina Village estaba compuesto por el 88.18% blancos, el 0.65% eran afroamericanos, el 4.58% eran amerindios, el 0.53% eran asiáticos, el 0.04% eran isleños del Pacífico, el 3.09% eran de otras razas y el 2.94% pertenecían a dos o más razas. Del total de la población el 13.77% eran hispanos o latinos de cualquier raza.